# Bernburg (Saale)
Bernburg (Saale) je mesto v deželi Saška - Anhalt v Nemčiji, glavno mesto okrožja Salzlandkreis. Nekdanja rezidenca Anhalt-Bernburških knezov je znana po renesančnem gradu.

## Geografija
Središče mesta se nahaja v rodovitni nižini Magdeburg Börde ob reki Saale, približno 40 km južno od Halleja in 45 km severno od Magdeburga. Bernburg je zgodovinsko del Anhalta in je bil rezidenca askanske stranske veje Anhalt-Bernburg.